# 南湖大山
南湖大山（なんこたいさん）は、台湾の中央山脈の北部に位置する台湾第5の高峰である。その美しい山容から「帝王の山」と称されている。